# Катедра за италијанистику на Филолошком факултету Универзитета у Београду
Катедра за италијанистику Филолошког факултета Универзитета у Београду основана је 1966. године и једна је од највећих на Филолошком факултету будући да годишње прима око сто студената. Управник катедре је професор др Снежана Милинковић (2013— ).

## Историја
Првих покушаја оснивања лектората за италијански језик било је пре Првог светског рата, а прво званично предавање из италијанске књижевности одржао је професор Станко Шкерљ још 1930, када је Филолошки факултет био саставни део Филозофског факултета. Континуирана настава италијанског језика и књижевности почиње после Другог светског рата, као семинар у оквиру Катедре за романистику. Након оснивања Катедре за италијанистику 1966. непрекидно се повећавао број студената који су уписивали италијански језик. Неки од професора који су обележили постојање катедре су Миодраг Ибровац, Фране Накић-Војновић, Ерос Секви, Момчило Савић, Серђо Туркони, Срђан Мусић, Никша Стипчевић, Иван Клајн, Слободан Стевић, Зеница Распор и Гордана Терић.
Просторије Катедре за италијанистику налазе се на трећем спрату нове зграде Факултета.

## Предавачи
| Професор                                        | Предмет |
| ----------------------------------------------- | --- |
| др Мирка Зоговић                                | Италијанска књижевност Тумачење и историја критике Божанствене комедије Италијанска лирика и новела од века                                               |
| др Јулијана Вучо (професор на мастер студијама) | Италијански језик Савремени италијански језик |
| др Жељко Ђурић                                  | Италијанска култура Италијанска књижевност |
| др Мила Самарџић                                | Лексикологија италијанског језика Савремени италијански језик Теорија превођења Превођење са италијанског језика Историјска граматика италијанског језика |
| др Драгана Радојевић                            | Синтакса италијанског језика |
| др Снежана Милинковић (шеф катедре)             | Преглед италијанске књижевности 1, 2, 3, 4 Италијанска лирика и новела од века                                                                            |
| др Ранко Козић                                  | Латински језик 1, 2, 3, 4 |
| др Саша Модерц                                  | Контрастивна анализа италијанског језика Фразеологија италијанског језика Семантика италијанског језика Превођење на италијански језик                    |
| др Душица Тодоровић Лакава                      | Италијанска књижевност 5, 6, 7 и 8 Увод у проучавање италијанске књижевности 20. века                                                                     |
| др Катарина Завишин                             | Примењена лингвистика и настава италијанског језика |
| мр Наташа Јанићијевић                           | Морфологија италијанског језика |
| др Јелена Дрљевић                               | Савремени италијански језик 3 и 4 Италијански разговорни језик                                                                                            |
| Невена Цековић                                  | Савремени италијански језик Италијански језик Италијански разговорни језик Превођење са италијанског језика                                               |